# Dichotomius triangulariceps
Dichotomius triangulariceps är en skalbaggsart som beskrevs av Blanchard 1846. Dichotomius triangulariceps ingår i släktet Dichotomius och familjen bladhorningar. Inga underarter finns listade i Catalogue of Life.